# Hemiscyllium trispeculare
Hemiscyllium trispeculare är en hajart som beskrevs av Richardson 1843. Hemiscyllium trispeculare ingår i släktet Hemiscyllium och familjen Hemiscylliidae. IUCN kategoriserar arten globalt som livskraftig. Inga underarter finns listade i Catalogue of Life.